# Playmobil: A film
A Playmobil: A film (eredeti cím: Playmobil: The Movie) 2019-ben bemutatott egész estés angol nyelvű francia 3D-s számítógépes animációs film, amelyet Lino DiSalvo rendezett és a forgatókönyvet is ő írta, a zenéjét Heitor Pereira szerezte, a producere Aton Soumache, Dimitri Rassam, Moritz Borman és Alexis Vonarb volt.

## Szereplők
| Szereplő           | Színész                                         | Magyar hang                                     |
| ------------------ | ----------------------------------------------- | ----------------------------------------------- |
| Marla Brenner      | Anya Taylor-Joy                                 | Csifó Dorina                                    |
| Charlie Brenner    | Gabriel Bateman (10 éves) Ryan S. Hill (6 éves) | Mayer Marcell (10 éves) Maszlag Bálint (6 éves) |
| Biztonsági őr      | Harry Standjofski                               | Törköly Levente                                 |
| Szereplő           | Eredeti hang                                    | Magyar hang                                     |
| Del                | Jim Gaffigan                                    | Galambos Péter                                  |
| Rex Deluxe         | Daniel Radcliffe                                | Gacsal Ádám                                     |
| Maximus császar    | Adam Lambert                                    | ?                                               |
| Tündér keresztanya | Meghan Trainor                                  | Csuha Bori                                      |
| Robotitron         | Lino DiSalvo                                    | Hamvas Dániel                                   |
| Glinara            | Maddie Taylor                                   | Náray Erika                                     |
| Vércsont kapitány  | Kenan Thompson                                  | ?                                               |
| Valera             | Paloma Michelle                                 | ?                                               |
| Nola               | Cindy Robinson                                  | ?                                               |
| Ook Ook            | Kirk Thornton                                   | Schneider Zoltán                                |
| Dr. Greta Grim     | Karan Strassman                                 | ?                                               |
| Viking vezér       | Dan Navarro                                     | Faragó András                                   |

- További szereplők: Debreczeny Csaba, Bercsényi Péter, Gubik Petra, Sodró Eliza, Gémes Antos, Formán Bálint, Czirják Csilla, Jászberényi Gábor, Géci Zoltán